# Christoph Wahrstötter
Christoph Wahrstötter (ur. 18 października 1989 w Kitzbühel) – austriacki narciarz dowolny, specjalizujący się w skicrossie. W 2011 roku wystartował na mistrzostwach świata w Deer Valley, zajmując 27. miejsce. Na rozgrywanych dwa lata później mistrzostw świata w Voss uplasował się dziewięć pozycji niżej. W 2014 roku wziął udział w igrzyskach olimpijskich w Soczi, kończąc rywalizację na dwudziestym miejscu. Był też piąty podczas mistrzostw świata w Sierra Nevada w 2017 roku. W zawodach Pucharu Świata zadebiutował 5 stycznia 2010 roku w St. Johann in Tirol, zajmując 70. miejsce w skicrossie. Pierwsze pucharowe punkty wywalczył 18 grudnia 2010 roku w Innichen, zajmując 28. miejsce. Na podium zawodów tego cyklu po raz pierwszy stanął 23 marca 2014 roku w La Plagne, zajmując drugie miejsce. W zawodach tych rozdzielił na podium Francuza Jeana Frédérica Chapuisa i Brady'ego Lemana z Kanady.

## Osiągnięcia

### Igrzyska olimpijskie
| Miejsce | Dzień     | Rok  | Miejscowość | Konkurencja | Zwycięzca             |
| ------- | --------- | ---- | ----------- | ----------- | --------------------- |
| 20.     | 20 lutego | 2014 | Soczi       | Skicross    | Jean Frédéric Chapuis |

### Mistrzostwa świata
| Miejsce | Dzień    | Rok  | Miejscowość   | Konkurencja | Zwycięzca             |
| ------- | -------- | ---- | ------------- | ----------- | --------------------- |
| 27.     | 4 lutego | 2011 | Deer Valley   | Skicross    | Christopher Del Bosco |
| 36.     | 10 marca | 2013 | Voss          | Skicross    | Jean Frédéric Chapuis |
| 5.      | 18 marca | 2017 | Sierra Nevada | Skicross    | Victor Öhling Norberg |

### Puchar Świata

#### Miejsca w klasyfikacji generalnej
- sezon 2010/2011: 133.
- sezon 2011/2012: 119.
- sezon 2012/2013: 177.
- sezon 2013/2014: 44.
- sezon 2015/2016: 89.
- sezon 2016/2017: 40.
- sezon 2017/2018:

#### Miejsca na podium w zawodach
1. La Plagne – 23 marca 2014 (skicross) – 2. miejsce
2. Idre – 13 lutego 2016 (skicross) – 3. miejsce
3. Innichen – 22 grudnia 2016 (skicross) – 2. miejsce
4. Innichen – 21 grudnia 2017 (skicross) – 2. miejsce
5. Nakiska – 20 stycznia 2018 (skicross) – 2. miejsce